# Mount Whyte
Der Mount Whyte ist ein 2990 m (nach anderen Quellen 2983 m) hoher Gipfel in der kanadischen Provinz Alberta. 
Er liegt im Banff-Nationalpark in der Nähe des Lake Louise. Seinen Namen verdankt er Sir William Methuen, der den Berg 1898 nach William Whyte benannte, einem Vertreter der Canadian Pacific Railway.
Die Besteigung des Mount Whyte ist normalerweise mit der des Mount Niblock verbunden, wobei der Mount Whyte einen weitaus höheren Schwierigkeitsgrad besitzt.